# Homossexualidade no Japão

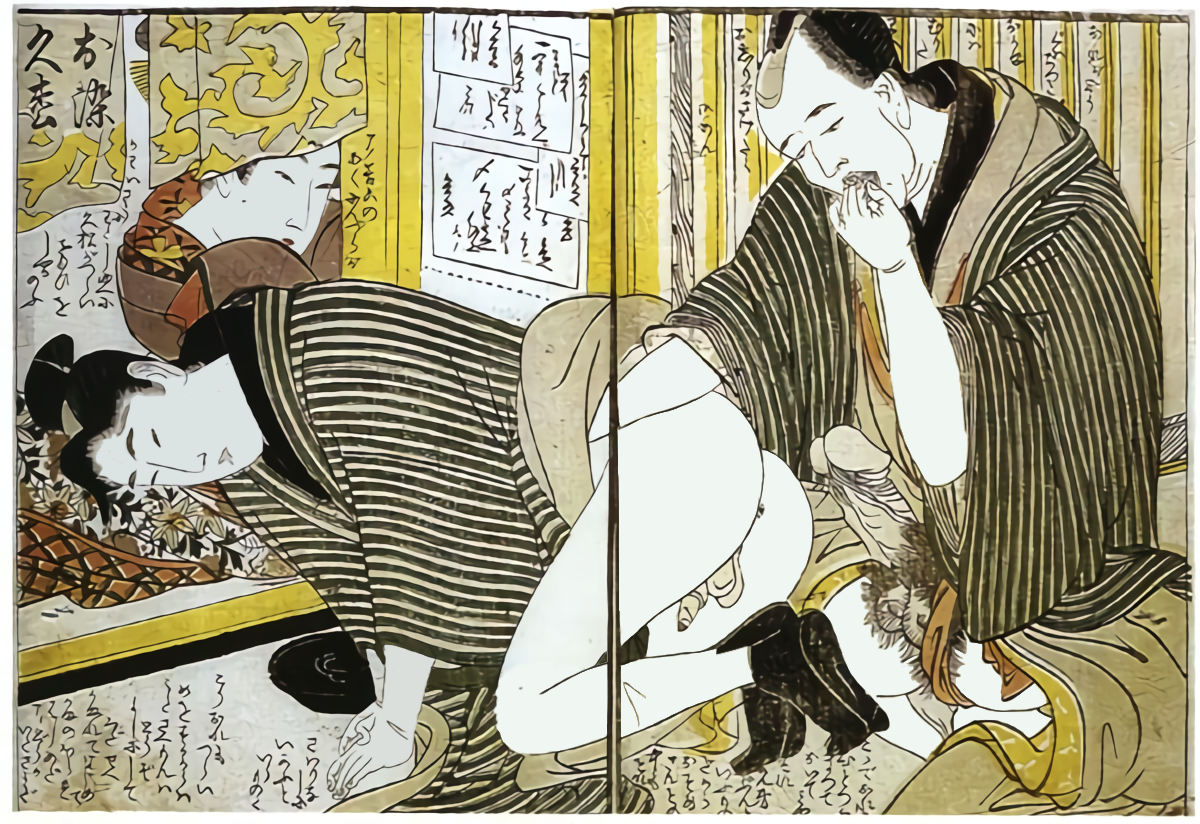
Kitagawa Utamaro, "Cliente lubrificando uma prostituta" (enquanto outro espreita), gravura do final do século XVIII, Coleção F.M. Bertholet

Datados de tempos antigos, há registros de homens que fazem sexo com homens no Japão que estudiosos ocidentais identificam como evidência de homossexualidade no Japão. Embora essas relações tenham existido no Japão por milênios, elas se tornaram mais aparentes para os estudiosos durante o período Tokugawa (ou Edo). Práticas históricas identificadas por estudiosos como homossexuais incluem shudō (衆道), wakashudō (若衆道) e nanshoku (男色).
O termo japonês nanshoku (男色, também lido como danshoku) é a leitura japonesa dos caracteres chineses, que significam literalmente "cores masculinas". O caractere 色( lit.  "cor") tem o significado adicional de "luxúria", tanto na China quanto no Japão. Este termo era amplamente utilizado para se referir ao sexo entre homens na era pré-moderna do Japão. O termo shudō (衆道, abreviação de wakashudō 若衆道, "o jeito dos meninos adolescentes") também é empregado, especialmente em obras mais antigas.
Durante o período Meiji, o nanshoku começou a ser desencorajado devido ao surgimento da sexologia no Japão e ao processo de ocidentalização. Durante a Segunda Guerra Sino-Japonesa e a Segunda Guerra Mundial, os chineses zombaram e insultaram o imperador Puyi e os japoneses como homossexuais e apresentaram isso como prova de sua perversão e de serem incivilizados. A única vez que a sodomia homossexual foi proibida no país foi por um período de 1872 a 1880, devido à influência ocidental.
Termos modernos para homossexuais incluem dōseiaisha (同性愛者, literalmete "pessoa amante do mesmo sexo"), okama (お釜, "pote","caldeirão", "chaleira", gíria utilizada para homens gays, drag queens, homens não conforme com o gênero e mulheres transgênero), gei (ゲイ, gay), homo (ホモ) ou homosekusharu (ホモセクシャル, "homosexual"), onabe (お鍋, "panela", gíria para mulheres lésbicas), bian (ビアン)/rezu (レズ) e rezubian (レズビアン, "lesbian").

## Japão pré-Meiji
Historicamente, a religião xintoísta "não tinha um código moral especial e parece ter considerado o sexo como um fenômeno natural a ser apreciado com poucas inibições". Embora as crenças xintoístas sejam diversas, o xintoísmo japonês, ao longo da história, não condenou a homossexualidade, ao contrário da zoofilia e do incesto. Inclusive, existe uma variedade de referências literárias ao amor entre pessoas do mesmo sexo existem em fontes antigas, como a mitologia japonesa, mas muitas dessas relações são tão sutis que não podem ser ditas como evidências da homossexualidade. Além disso, elas podem ser confundidas com declarações profusas de afeto por amigos do mesmo sexo, que eram comuns.
Durante o período Heian, por volta do século XI, surgiram mais referências de traços que evidenciam a homossexualidade no Japão. Por exemplo, em Genji Monogatari (源氏物語, lit. O Conto de Genji), escrito no início do século XI, os homens são frequentemente movidos pela beleza de homens mais jovens. Em uma passagem, o herói rejeita uma dama e, então, dorme com o irmão mais novo dela: "Genji puxou o garoto para perto dele... Genji, por sua vez, ou assim se sabe, achou o garoto mais atraente do que sua irmã fria". Genji Monogatari é um romance, mas existem também vários diários da era Heian que contêm referências a atos e práticas homossexuais. Alguns deles contêm referências a imperadores envolvidos em relacionamentos homossexuais com "garotos bonitos retidos para fins sexuais".
Contudo, devido à influência chinesa do confucionismo e do budismo, a homossexualidade era socialmente desencorajada.

### Homossexualidade monástica
Os relacionamentos Nanshoku dentro dos mosteiros budistas eram tipicamente pederásticos, isto é, um relacionamento que o parceiro mais jovem não é considerado um adulto. O parceiro mais velho, ou nenja (念者, "amante", "admirador"), seria um monge ou um padre, enquanto o parceiro mais jovem era considerado um acólito (稚児, chigo), que seria um menino na fase antes da puberdade ou na adolescência. O relacionamento era físico e psicológico, exaltando o prazer de diversas formas, não se preocupava com ações certas ou erradas. O relacionamento seria dissolvido quando o menino atingisse a idade adulta ou deixasse o mosteiro. Ambas as partes eram encorajadas a tratar o relacionamento com seriedade e conduzir o caso com honra, e o nenja poderia ser obrigado a escrever um voto formal de fidelidade. Fora dos mosteiros, os monges eram considerados como tendo uma preferência por prostitutos masculinos, o que era objeto de humor obsceno pela sociedade.
Não há evidências de oposição religiosa à homossexualidade no Japão em tradições não budistas. Os comentaristas Tokugawa se sentiam livres para ilustrar kami praticando sexo anal uns com os outros. Durante o período Tokugawa, alguns dos deuses xintoístas, especialmente Hachiman, Myoshin, Shinmei e Tenjin, "passaram a ser vistos como divindades guardiãs do nanshoku, do amor entre homens". O escritor da era Tokugawa, Ihara Saikaku, insinuou que, como não há mulheres nas três primeiras gerações na genealogia dos deuses encontrada no Nihon Shoki, os deuses devem ter desfrutado de relacionamentos homossexuais - o que Saikaku argumentou ser a verdadeira origem do nanshoku.:32 No entanto, durante o período Edo, os relacionamentos entre homens e mulheres eram altamente valorizados, pois garantiam a propagação da prole e o status social.

### ShudôSamurai
Em contraste com as normas das esferas religiosas, na classe dos guerreiros samurais, era costume que um garoto na idade do wakashū a iniciar os treinos em artes marciais por um adulto mais experiente. De acordo com Furukawa, a relação era baseada no modelo de um nenja mais velho com um chigo, normalmente mais jovem. O homem mais velho era permitido, se o menino concordasse, a tomar o chigo como seu amante, até que atingisse a maioridade. Essa relação, geralmente formalizada em um "contrato", era exclusiva, os dois homens não poderiam ter outros amantes masculinos.
Esta prática, juntamente com a pederastia clerical, desenvolveu-se no sistema de homossexualidade estruturada por idade conhecido como shudō (衆道, abreviação de wakashudō 若衆道, "o jeito dos meninos adolescentes", "caminho (Tao) do wakashū"). O parceiro mais velho, no papel de nenja, ensinaria ao chigo as habilidades marciais, a etiqueta de guerra e o código de honra dos samurais, enquanto seu desejo de ser um bom modelo para seu chigo o levaria a se comportar de forma mais honrosa. Dessa forma, um relacionamento shudō era considerado como tendo um "efeito que incita a nobreza de forma mútua". Além disso, ambas as partes eram leais até a morte e se ajudavam tanto nos deveres feudais quanto nas obrigações motivadas pela honra, como duelos e vinganças. Embora se esperasse que o sexo entre o casal terminasse quando o menino atingisse a maioridade, o relacionamento, idealmente, se desenvolveria em um vínculo de amizade para toda a vida. Ao mesmo tempo, a atividade sexual com mulheres não era proibida para nenhuma das partes e, quando o menino atingia a maioridade, ambos eram livres para procurar outros amantes wakashū.
Assim como as práticas homossexuais posteriores à era Edo, o shudō samurai era estritamente definido por papéis; o nenja era visto como o parceiro ativo, desejante e penetrante, enquanto o wakashū, mais jovem e sexualmente receptivo, era considerado como alguém que se submetia às atenções do nenja por amor, lealdade e afeição, em vez de desejo sexual. Na classe samurai, os homens adultos, por definição, não tinham permissão para assumir o papel de wakashū ; apenas meninos pré-adultos (ou, mais tarde, homens de classe baixa) eram considerados alvos legítimos do desejo homossexual. Em alguns casos, relacionamentos shudō surgiam entre meninos de idades semelhantes, mas as partes ainda eram divididas em papéis de nenja e wakashū.

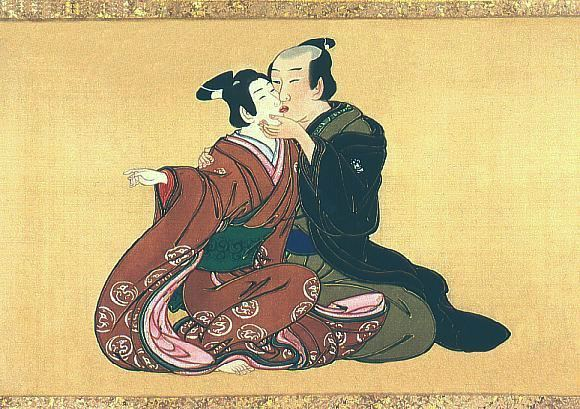
Homem e jovem, Miyagawa Isshō, c. 1750. Painel de uma série de dez em um rolo pintado à mão no estilo shunga (kakemono-e); sumi, cor e gofun sobre seda. Coleção particular. O jovem à esquerda veste um quimono cujo estilo e cor eram considerados apropriados para adolescentes de ambos os sexos, mas não para homens adultos, o que, juntamente com a cabeça parcialmente raspada, denota a condição de wakashū do menino, enquanto os pés descalços expostos indicam o comportamento puramente sexual.

### Kabuki e prostituição masculina
Prostitutos masculinos, kagema, muitas vezes se passados como aprendizes de atores de kabuki, atendiam a homens e mulheres e fizeram um comércio saudável até meados do século XIX, apesar das crescentes restrições. Muitos desses prostitutos, assim como muitos jovens atores de kabuki, eram servos contratados que foram vendidos quando crianças para o bordel ou para o teatro, normalmente com um contrato de dez anos. Relações sexuais entre comerciantes e meninos contratados eram comuns o suficiente, pelo menos no imaginário popular, para serem o assunto de histórias eróticas e piadas populares. Jovens atores de kabuki frequentemente trabalhavam como prostitutos fora do palco e eram celebrados de forma semelhante às celebridades modernas, e eram muito procurados por clientes ricos, que competiam entre si para comprar os favores dos atores de kabuki. Os atores onnagata (que interpretavam o papel feminino) e wakashū-gata (interpretavam o papel de menino adolescente), em particular, foram alvo de grande apreço por clientes, masculinos e femininos, e inspiraram gravuras nanshoku shunga e outras obras que celebravam o nanshoku.
Atores e prostitutos que atendiam clientes masculinos eram originalmente restritos à categoria de idade wakashū, visto que homens adultos não eram percebidos como parceiros sexuais desejáveis ou socialmente aceitáveis para outros homens. Durante o século XVII, esses homens ou seus empregadores buscavam manter sua aparência jovem e ocultar sua maioridade, estendendo seu status de "não adulto" para os vinte ou mesmo trinta anos. Eventualmente, isso levou a um relacionamento shudō alternativo, definido por status, que permitia aos clientes contratar "meninos" que eram, na realidade, mais velhos do que eles. Essa evolução foi acelerada pelas proibições, em meados do século XVII, da representação dos longos topetes dos wakashū, seu marcador de idade mais saliente, em peças de kabuki. pretendendo apagar o apelo sexual dos jovens atores e assim reduzir a competição violenta pelos seus favores, esta restrição acabou por ter o efeito não intencional de dissociar o desejo sexual masculina da idade real, desde que uma aparência adequadamente "jovem" pudesse ser mantida.

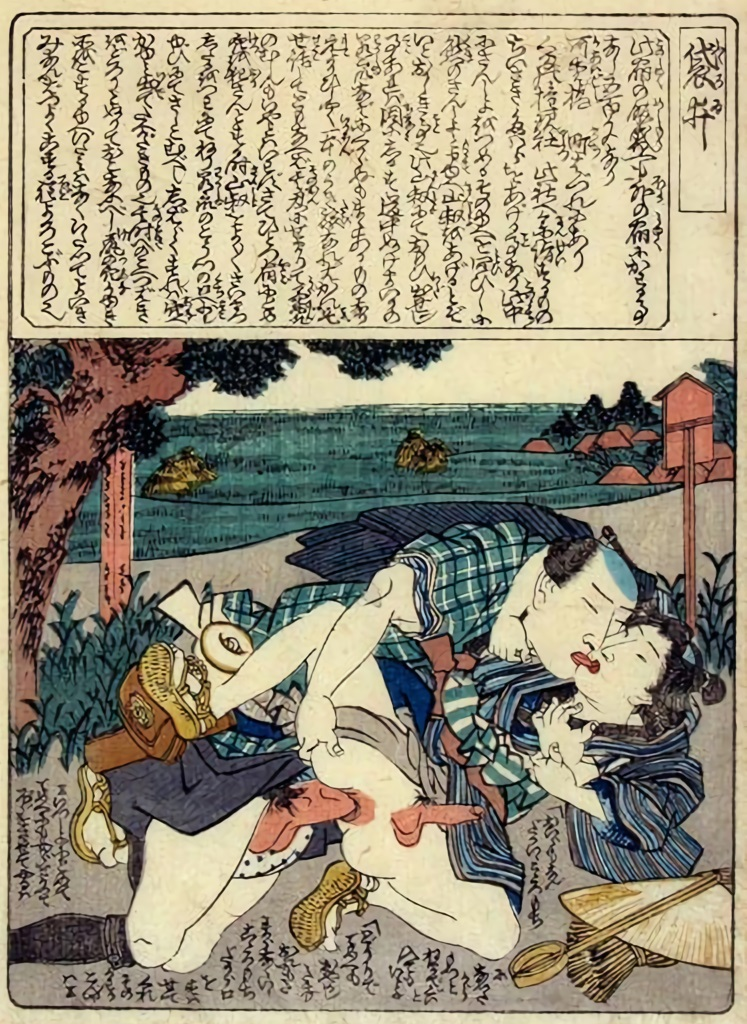
c. 1840. Pintura colorida à mão por Utagawa Hiroshige.

### Arte do amor entre pessoas do mesmo sexo
Essas atividades foram o tema de inúmeras obras literárias, a maioria das quais ainda não apresentam tradução em português. No entanto, traduções para o inglês estão disponíveis de obras de Ihara Saikaku, que criou um protagonista bissexual em The Life of An Amorous Man (1682), de Jippensha Ikku, que criou um relacionamento inicial entre homens no "Prefácio" pós-publicação de Shank's Mare (1802), e de Ueda Akinari, que teve um monge budista homossexual em Tales of Moonlight and Rain (1776). Da mesma forma, muitos dos maiores artistas do período, como Hokusai e Hiroshige, orgulhavam-se de documentar tais amores em suas gravuras, conhecidas como ukiyo-e, "imagens do mundo flutuante", e onde tinham um tom erótico, shunga, "imagens da primavera".
O nanshoku não era considerado incompatível com a heterossexualidade. Os livros de Edo com gravuras eróticas dedicadas ao nanshoku frequentemente apresentavam imagens eróticas tanto de mulheres jovens (concubinas, mekake, ou prostitutas, jōrō), quanto de homens jovens (wakashū) e jovens travestis (onnagata). De fato, várias obras impressas em Edo sugerem que a situação mais "invejável" seria ter muitos jōrō e muitos wakashū. Nota-se, no entanto, que tal ideal erótico aparece apenas em obras impressas em Edo, ao passo que os livros de nanshoku impressos em Kamigata não retratam tais aventuras bissexuais. As mulheres também eram consideradas particularmente atraídas por wakashū e onnagata, e presumia-se que muitos desses jovens retribuiriam esse interesse. Portanto, tanto muitos praticantes de nanshoku quanto os jovens que eles desejavam seriam considerados bissexuais na terminologia moderna. Homens e jovens do sexo masculino puramente homossexuais podiam ser chamados de "odiadores de mulheres" (onna-girai). Esse termo, todavia, carregava uma conotação de aversão agressiva às mulheres em todos os contextos sociais, em vez de simplesmente uma preferência por parceiros sexuais masculinos. Nem todos os homens exclusivamente homossexuais eram referidos com essa terminologia.
Esse status da mulher como inferior foi bastante promovido pelo Confucionismo, promovido pelo governo de Xogunato Tokugawa e por passagens do texto Onna Daigaku de 1716, que pregava "cinco doenças da mulher": indocilidade, descontentamento, calúnia, inveja e parvoíce.

### Homossexualidade exclusiva e identidade sexual pessoal
The Great Mirror of Male Love (男色大鏡), de Ihara Saikaku, foi a obra definitiva sobre o tema do "amor masculino" no Japão da Era Tokugawa. Em sua introdução, Paul Gordon Schalow escreve: "No capítulo de abertura de Nanshoku Okagami, Saikaku empregou o título em seu sentido literal quando declarou: 'Tentei refletir neste grande espelho todas as variadas manifestações do amor masculino.'" A intenção era que a obra fosse um reflexo social acerca das formas em que os homens na sociedade Tokugawa amavam outros homens.
O termo "bissexual" era aplicado não apenas a homens que apresentavam comportamento "bissexual", mas também a homens que se envolviam sexualmente e/ou romanticamente com meninos, frequentemente, mas não exclusivamente.
Havia wakashū que, sob um contexto moderno, seriam considerados como "homossexuais", wakashū que agora seriam considerados "bissexuais" e outros que seriam considerados "heterossexuais", assim como muitos que não poderiam ser facilmente classificados nessas categorias.
Referências a wakashū interessados exclusivamente em homens eram relativamente comuns, como no exemplo do ator popular descrito na história Winecup Overflowing, que recebeu muitas cartas de amor de mulheres, mas que "as ignorou completamente, não por frieza de coração, mas porque era devotado ao caminho do amor masculino." 
Wakashū que fossem devorados ao amor masculino poderiam simplesmente fazer a transição para ser o parceiro "homem" de um "menino" ou, em algumas circunstâncias de aceitabilidade social variável, continuar sua vida no papel social e sexual de "menino".Existe um gênero de histórias dedicado a debater o valor das "cores masculinas", das "cores femininas" ou de "seguir ambos os caminhos". "Cores", aqui, indicam uma forma específica de desejo sexual, com o desejo vindo do adulto do sexo masculino para a mulher ou outro homem. Dependendo do público-alvo para o qual a história foi escrita, o modo de vida descrito pode ser exclusivo para mulheres, investir moderadamente em mulheres e meninos, ou exclusivo para meninos. Embora esses "modos de amar" não fossem considerados incompatíveis, havia pessoas e grupos que defendiam o seguimento exclusivo de um desses "modos", considerando-os como espiritualmente conflitantes ou vivenciavam atrações alinhadas a um desses "modos".

### Papéis sociais dos homens e meninos
A expressão tradicional da homossexualidade masculina e a atividade sexual e romântica ocorriam entre um homem que havia atingido a maioridade e um jovem que não.
Em sua introdução do livro The Great Mirror of Male Love, Schallow escreve: "uma leitura cuidadosa de nanshoku okagami deixa claro que a restrição que exigia que as relações homossexuais masculinas fossem entre um homem adulto e uma wakashū às vezes era observada apenas na dramatização fictícia. Isso significava que as relações entre pares de amantes homem-menino eram aceitas como legítimas, independentemente de haver ou não um homem real e um menino real envolvidos, desde que um parceiro assumisse o papel de 'homem' e o outro o papel de 'menino'".
Em Two Old Cherry Trees Skill in Bloom, os protagonistas são dois homens apaixonados desde a juventude. O "homem" dessa relação tem 66 anos, enquanto o "menino" dessa relação tem 63.
O protagonista de An Amorous Man, de Saikaku, contrata os serviços de um "menino" que acaba por ser dez anos mais velho que ele, e fica desiludido
Na obra Ugetsu Monogatari, escrita por Ueda Akinari (1734–1809), a história Kikuka no chigiri é comumente considerada como um retrato de um relacionamento romântico entre dois homens adultos, onde nenhum deles obviamente detém o papel de wakashū, embora eles o estruturem com sua diferença de idade em mente.
Menções de homens que abertamente gostam de ser o parceiro penetrante e penetrado não são encontradas nessas obras, mas são encontradas em diários pessoais na era Heian, como no diário de Fujiwara no Yorinaga, que escreve sobre o desejo de desempenhar tanto o papel sexual penetrante quanto o receptivo. Isso também é referenciado em um poema da era Muromachi do sacerdote Shingon Socho (1448–1532).

## Era Meiji
À medida que o Japão avançava para a era Meiji, as práticas homossexuais continuaram, assumindo novas formas. No entanto, houve uma crescente animosidade em relação às práticas homossexuais que, com o contato com a produção acadêmica ocidental sobre psicopatologia, passaram a ser vistas como uma doença mental. Apesar da animosidade, o nanshoku continuou, sobretudo  a versão samurai do nanshoku, e se tornou a expressão dominante da homossexualidade durante o período Meiji.
As práticas de nanshoku tornaram-se associadas à região de Satsuma, no Japão, devido ao fato de essa área estar profundamente imersa na tradição samurai nanshoku do período Tokugawa. Além disso, quando as elites de Satsuma apoiaram a restauração do poder ao imperador, eles foram colocados em posições de poder, permitindo que as práticas de nanshoku ganhassem mais destaque durante esse período. Satsuma também constituía a maioria da recém-criada marinha japonesa, associando a marinha às práticas de Nanshoku. Embora durante esse período o Japão tenha adotado brevemente leis antissodomia em uma tentativa de modernizar seu código, as leis foram revogadas quando o legalista francês Gustave Boissonade aconselhou a adoção de um código legal semelhante ao da França. Além disso, o Nanshoku floresceu durante o período das guerras sino-japonesa e russo-japonesa, devido à associação do código guerreiro do samurai com o nacionalismo. Isso levou a associações estreitas entre o código samurai Bushidō, o nacionalismo e a homossexualidade. Após a Guerra Russo-Japonesa, no entanto, a prática do nanshoku começou a diminuir e a sofrer resistência.

### Rejeição da homossexualidade
Eventualmente, o Japão começou a se afastar de sua tolerância à homossexualidade, movendo-se para uma postura mais hostil em relação ao nanshoku e às práticas homossexuais em geral. Por exemplo, o Ministério da Justiça aprovou o código keikan (鶏姦), uma lei de sodomia, em 1873, criminalizando, assim, práticas homossexuais. Este código teve o efeito de criticar um ato de homossexualidade sem criticar a cultura nanshoku em si, que na época era associada ao código samurai e à masculinidade. O código keikan tornou-se mais aparente com o surgimento de grupos de estudantes delinquentes que se envolviam nas chamadas batalhas chigo (稚児). Esses grupos agrediam outros estudantes e os incorporavam ao seu grupo, frequentemente se envolvendo em atividades homossexuais. Os jornais tornaram-se altamente críticos dessas gangues de caça aos bishōnen, resultando em uma campanha antissodomia em todo o país.
A sexologia, um campo crescente no Japão na época, também era altamente crítica à homossexualidade. Originária do pensamento ocidental, a sexologia foi transferida para o Japão por meio dos estudiosos Meiji, que almejavam criar um Japão mais ocidental. Os sexólogos alegavam que os homens que se envolviam em um relacionamento homossexual adotariam características psicológicas femininas e assumiriam a persona de uma mulher. Eles também alegavam que a homossexualidade degeneraria em androginia, na medida em que o próprio corpo viria a se assemelhar ao de uma mulher em relação a características como timbre de voz, crescimento de pelos corporais, textura de cabelo e pele, estrutura muscular e esquelética, distribuição de tecidos adiposos, odor corporal e desenvolvimento mamário.
A única vez que a sodomia homossexual, referente ao sexo anal, foi proibida no Japão foi por oito anos, de 1872 a 1880, devido à influência ocidental.
A China da dinastia Ming proibiu a sodomia homossexual no Código Ming desde o reinado do imperador Jiajing e continuou na dinastia Qing até 1907, quando a influência ocidental levou à revogação da lei. Os chineses zombaram e insultaram Puyi e os japoneses como homossexuais e apresentaram isso como prova de sua perversão e de serem incivilizados. Durante a Segunda Guerra Mundial, soldados japoneses heterossexuais foram documentados forçando gays à escravidão sexual em terras ocupadas pelo Japão e transformando à força alguns nativos gays em " mulheres de conforto" e prisioneiros.

## Homossexualidade no Japão moderno
Apesar das tendências recentes que sugerem um novo nível de tolerância e aprovação, bem como cenas abertas em cidades mais cosmopolitas, como Tóquio e Osaka, os homens gays e as mulheres lésbicas japonesas muitas vezes escondem sua sexualidade, com muitos até mesmo se casando com pessoas do sexo oposto.
O Japão segue como o único país do G7 que ainda não reconhece plenamente os casais do mesmo sexo. O primeiro ministro Fumio Kishida lutou para aprovar reformas progressistas.

### Política e direito
Algumas figuras políticas estão começando a falar publicamente sobre serem gays. Por exemplo, Kanako Otsuji, uma deputada de Osaka, assumiu-se lésbica em 2005.
A atual Constituição do Japão, que foi escrita durante a ocupação americana, define o casamento como exclusivamente entre um homem e uma mulher.  Em um esforço não convencional para contornar as restrições ao casamento, alguns casais gays recorreram ao uso do sistema de adoção de adultos, conhecido como futsu, como um meio alternativo de se tornar uma família. Neste método, o parceiro mais velho adota o parceiro mais jovem, o que permite que eles sejam oficialmente reconhecidos como uma família e recebam alguns dos benefícios que as famílias comuns recebem, como sobrenomes comuns e herança. Em relação ao local de trabalho, não há proteções contra discriminação de funcionários LGBT. Os empregadores desempenham um papel visível no reforço dos princípios confucionistas de casamento e procriação. Funcionários do sexo masculino são considerados inelegíveis para promoções, a menos que se casem e procriem.
Embora o casamento entre pessoas do mesmo sexo não seja legalizado a nível nacional, o distrito de Shibuya, em Tóquio, aprovou, em 2015, um projeto de lei para "emitir certificados a casais do mesmo sexo que os reconheçam como parceiros equivalentes aos casados por lei". Existem parcerias semelhantes no distrito de Setagaya, Sapporo, Takarazuka e em mais de 20 outras localidades, bem como na prefeitura Ibaraki.
Esses certificados de parceria, porém, não são juridicamente vinculativos. Houve a criação de um órgão governamental que se concentra nos Direitos LGBT, além de uma lei que trata sobre a discriminação contra a comunidade.

### Cultura popular

#### Televisão
Vários artistas, na maioria homens, começaram a falar publicamente sobre serem gays, aparecendo em vários talk shows e outros programas. Por exemplo, Akihiro Miwa, uma drag queen e ex-amante do escritor Yukio Mishima, é o porta-voz de propaganda televisiva de muitas empresas japonesas, desde produtos de beleza até produtos financeiros.

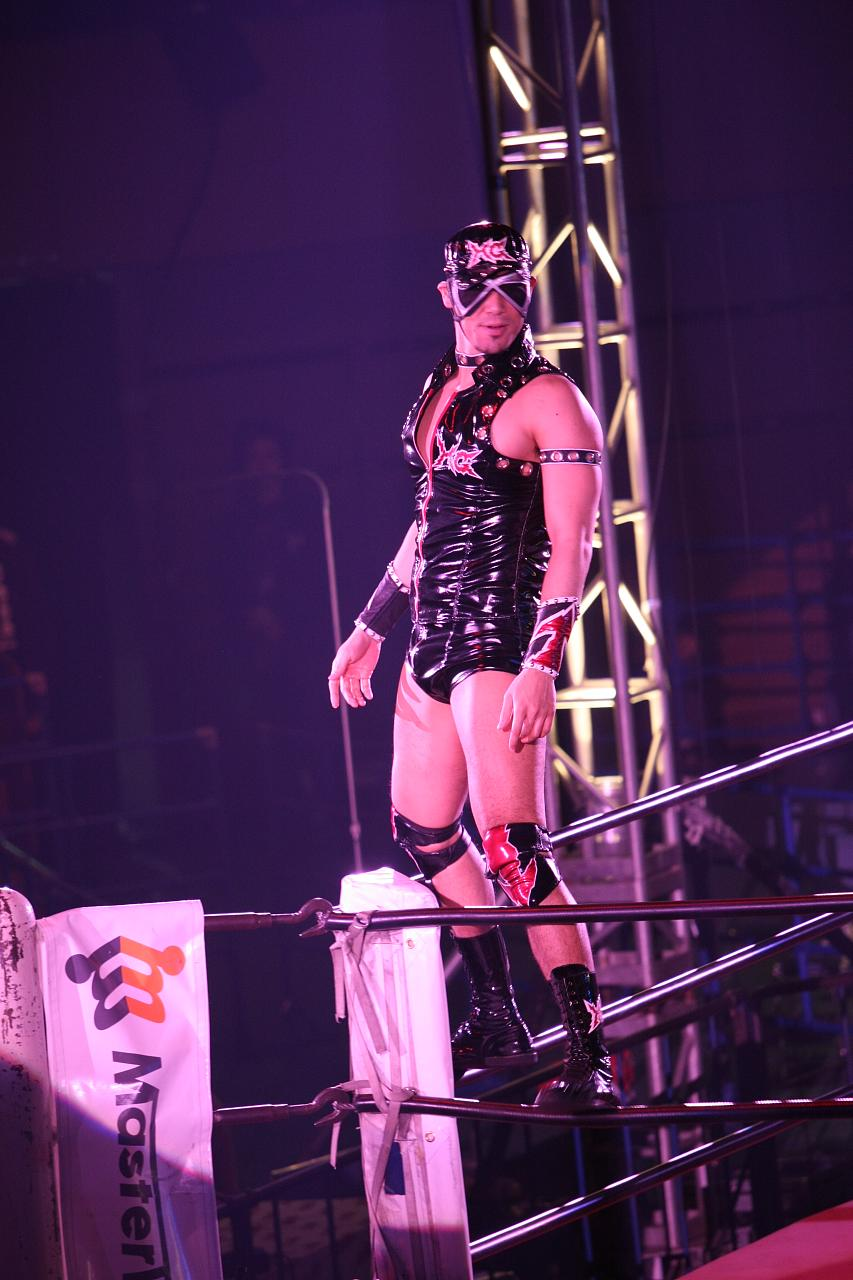
Masaki Sumitani em um evento.

Alguns artistas usaram referências estereotipadas à homossexualidade para aumentar sua visibilidade. O comediante Masaki Sumitani, também conhecido como Hard Gay (HG), alcançou a fama após começar a aparecer em público usando um arnês de couro, shorts curtos e boné.
Após 2010, a realiddes das pessoas pertencentes à comunidade LGBT mudou de muitas maneiras. Elas passaram a ser vistas como um mercado para as empresas japonesas tradicionais e as empresas começaram a promover a proteção dos direitos LGBT em seu marketing pessoal. Desde então, muitas empresas desenvolveram ambientes que protegem os direitos LGBT para atrair novos funcionários diversos e aumentar o valor de sua marca no mercado global.
Um número maior de personagens gays também começou a aparecer na televisão japonesa, como as séries de televisão de grande sucesso Hanazakari no Kimitachi e e Last Friends.
The Boyfriend (japonês: ボーイフレンド, Hepburn: Bōifurendo) é um reality show de namoro gay da Netflix. É o primeiro programa de namoro de mesmo sexo do país. Estreou em 9 de julho de 2024.

#### Mídia
A revista gay por assinatura Adonis foi publicada de 1952 a 1962.
Em 1975, doze mulheres se tornaram o primeiro grupo de mulheres no Japão a se identificar publicamente como lésbicas, publicando uma edição de uma revista chamada Subarashi Onna.
No início da década de 1990, muitas formas de mídia começaram a mostrar interesse na cultura gay e especialmente nas experiências de homens gays. Elas se concentraram em homens gays em relacionamentos com mulheres heterossexuais. Exemplos de mídia produzida nessa época são os filmes: Okoge (Fag Hag, 1992), Kira kira hikaru (Twinkle, 1992), a série dramática Dōsokai (Class Reunion, 1993) e a adaptação cinematográfica do romance de temática lésbica de Matsu'ura Rieko de 1987, Nachuraru ūman (Natural Women, 1994). Além disso, novas revistas gays se estabeleceram, como Badī (1993–2019) e G-men (1995–2016), e forjaram novas maneiras pelas quais a comunidade gay poderia representar e construir uma comunidade. Além disso, foram publicadas novas revistas sobre experiências lésbicas que desafiavam a heteronormatividade, ao contrário das publicações anteriores que frequentemente sexualizavam e patologizavam as experiências lésbicas. Em 1987, foi publicada a primeira publicação comercial por e para mulheres lésbicas, Onna o aisuru onnatachi no monogatari (que pode ser traduzido como Histórias de Mulheres que Amam Mulheres).

### Decisão judicial de 2021
Em março de 2021, o Tribunal Distrital de Sapporo do Japão declarou e anunciou que a lei de 1984 que proíbe o casamento entre pessoas do mesmo sexo é inconstitucional. Em junho de 2022, o Tribunal Distrital de Osaka também emitiu uma decisão que considerou a proibição inconstitucional.